# Gunwi-gun
Gunwi-gun (hangul 군위군, hanja 軍威郡) är en landskommun (gun) i den sydkoreanska provinsen Norra Gyeongsang. Folkmängden var 23 748 invånare i slutet av 2020 . Den administrativa huvudorten heter Gunwi-eup som hade 8 416 invånare 2009.
Kommunen består av en köping (eup) och sju socknar (myeon):
Bugye-myeon,
Goro-myeon,
Gunwi-eup,
Hyoryeong-myeon,
Sanseong-myeon,
Sobo-myeon,
Ubo-myeon och
Uiheung-myeon.

## Bildgalleri

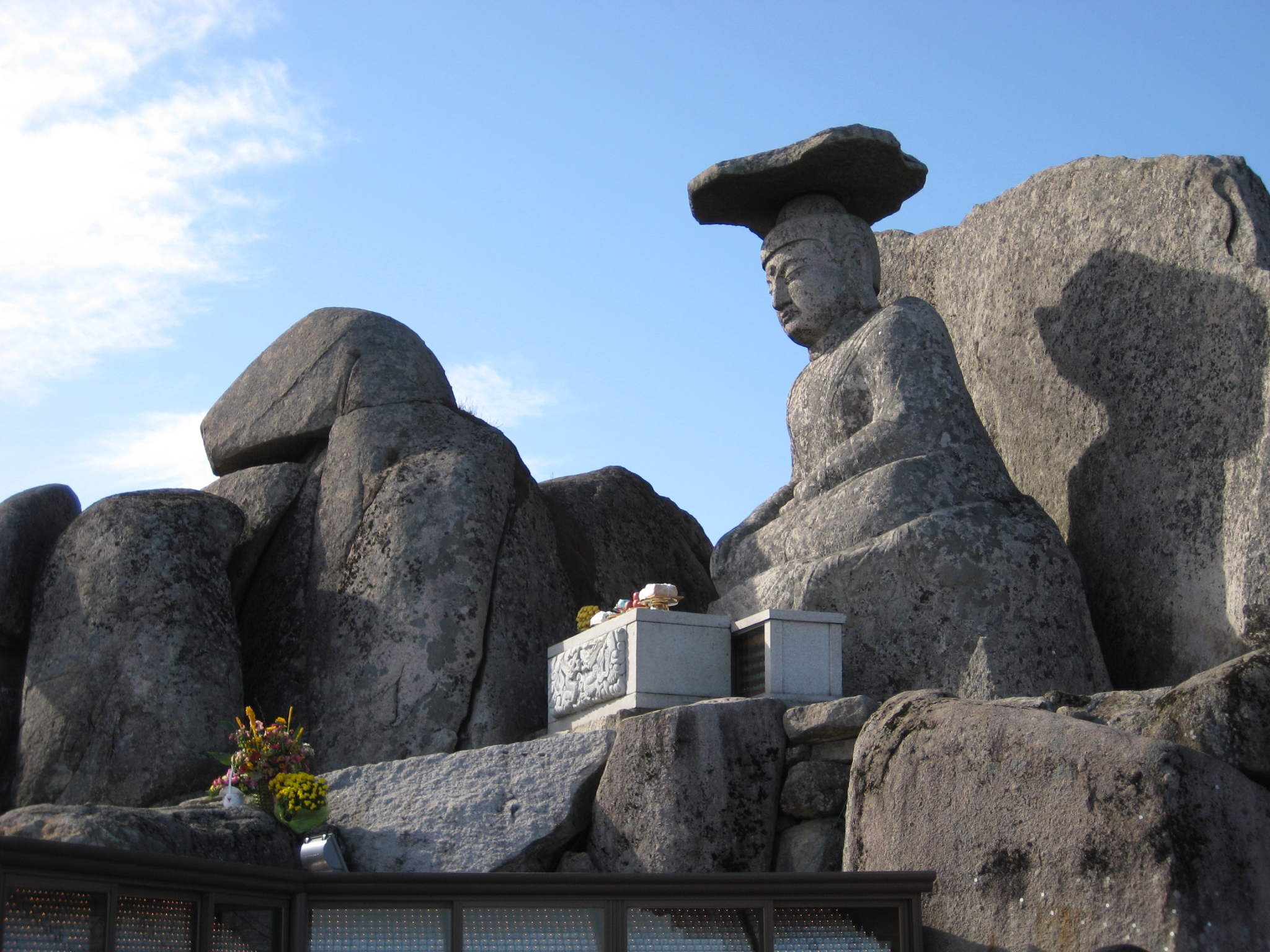
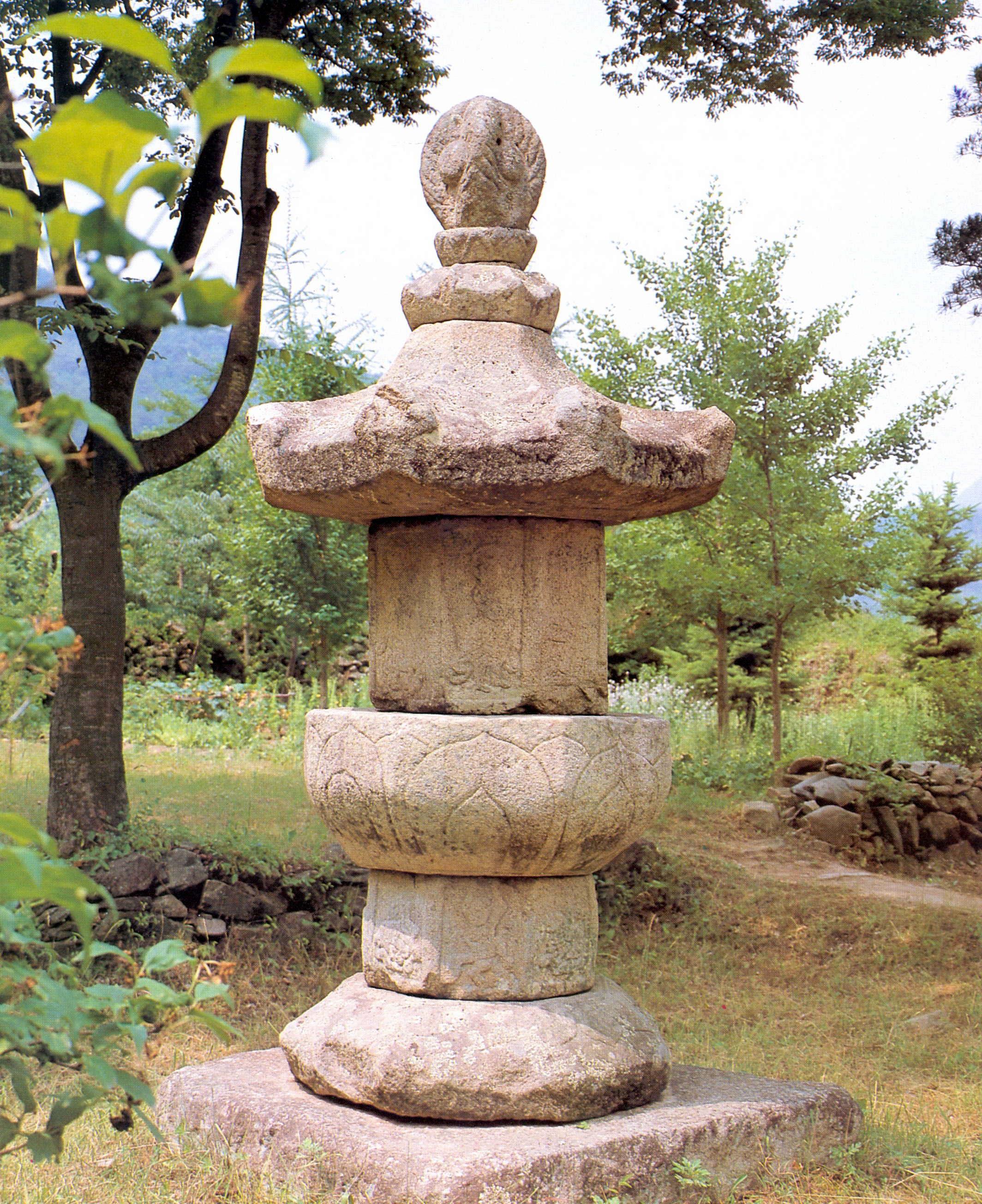
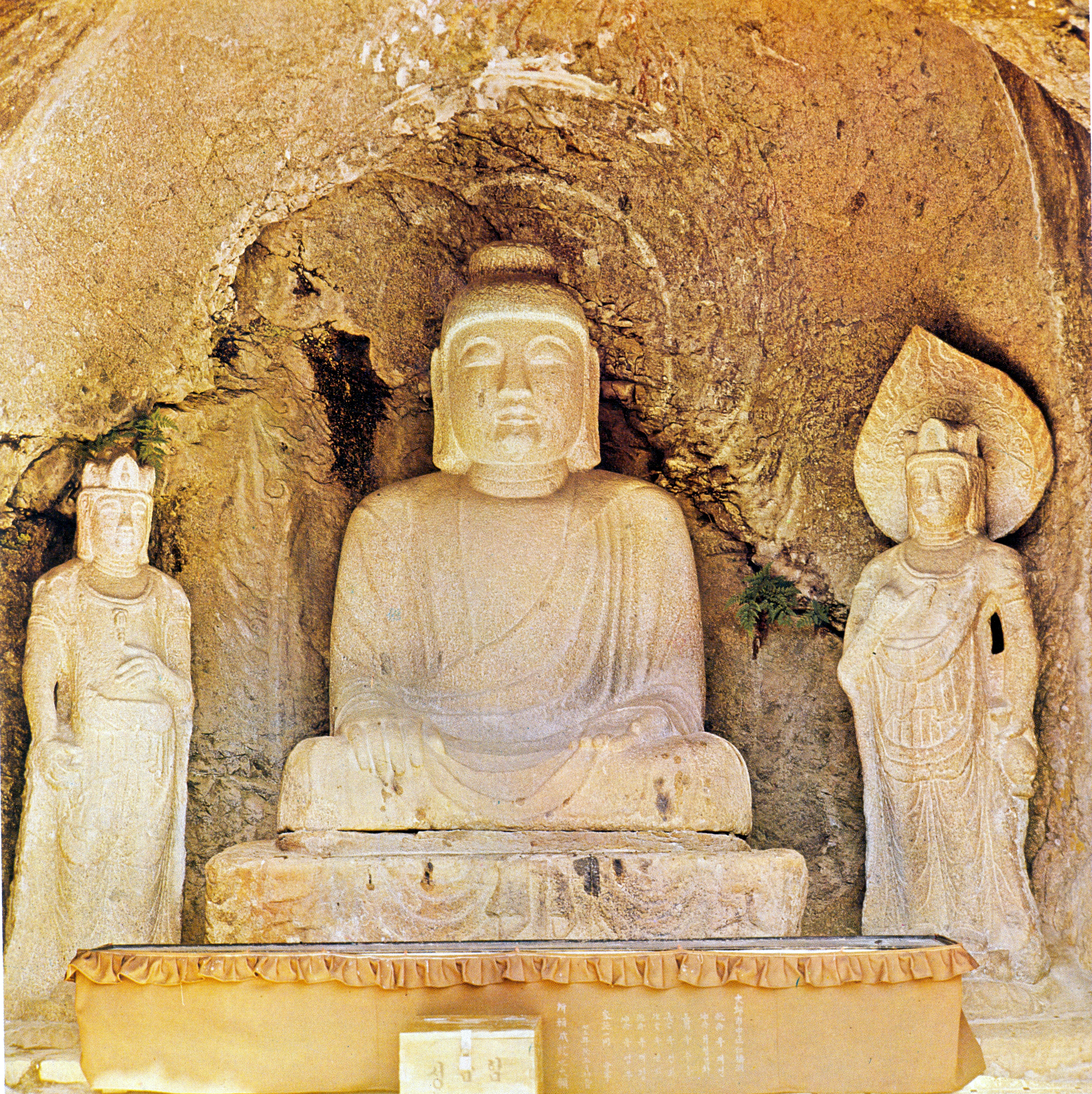